# گلوله‌باران کلیسای جامع شوشی

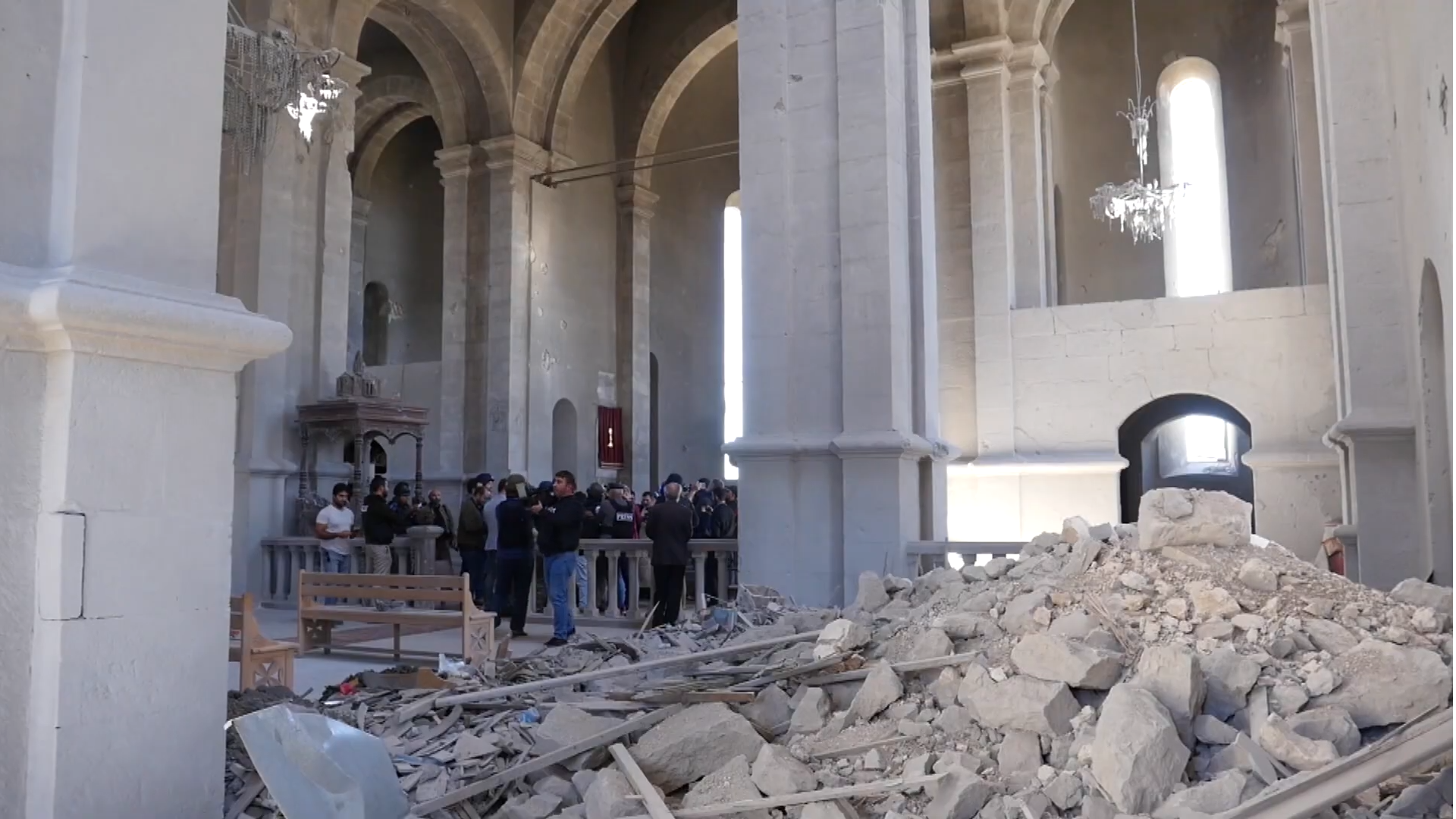

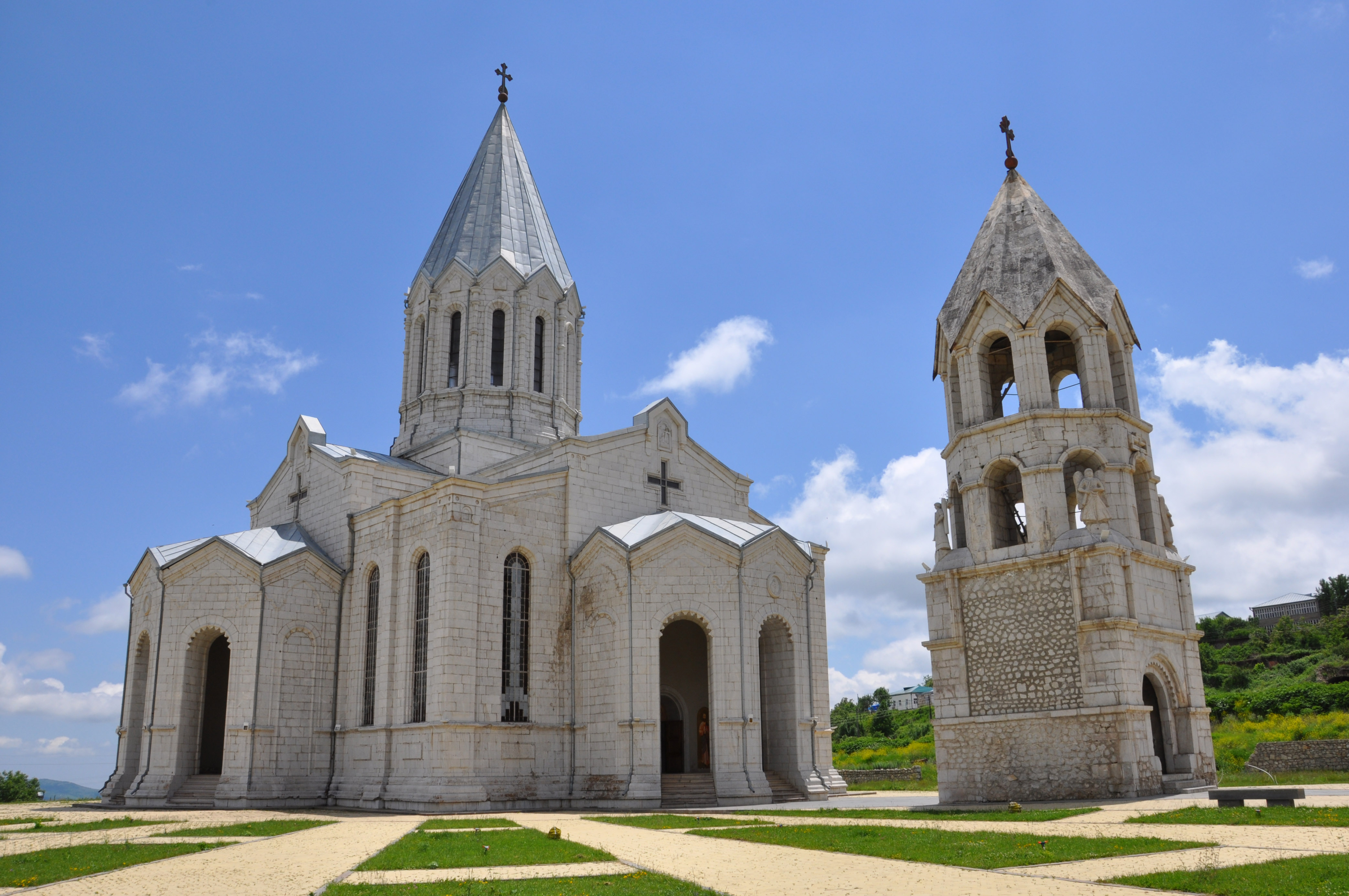
Ghazanchetsots Cathedral in 2013

گلوله‌باران کلیسای جامع شوشی ارمنی: Սուրբ Ղազանչեցոց եկեղեցու հրթիռակոծություն
در جریان درگیری بر سر منطقه قره‌باغ میان آذربایجان و ارمنستان، برخی از زیرساخت‌های شهری از جمله مدرسه‌ها، مکان‌های مذهبی، فرهنگی و تاریخی صدمه‌های جدی متحمل شده‌اند که از مهم‌ترین آن‌ها کلیسای جامع شوشی قره‌باغ است که بخش‌هایی از گنبد و داخل آن بر اثر بمباران آسیب دیده‌است.

## تاریخچه
کلیسای جامع شوشی یا کلیسای «قازانچتسوتس آمناپرگیچ مقدس» در منطقه قره‌باغ که در سال ۱۸۸۷ میلادی بنا شده، بنا بر اعلام ایروان، در جریان بمباران نیروهای آذربایجان آسیب دیده‌است؛ گرچه وزیر دفاع آذربایجان این حمله‌ها را انکار و عنوان کرده آذربایجان ساختمان‌های فرهنگی، تاریخی و مذهبی را هدف قرار نمی‌دهد. کلیسای جامع شوشی در سال ۱۹۲۰ و در خشونت‌های قومی آسیب‌های جدی دیده بود اما در دهه ۱۹۹۰ و پس از درگیری میان آذربایجان و ارمنستان، مرمت و بازسازی شده بود و از بزرگترین کلیساهای ارمنی در سراسر جهان محسوب می‌شود.

## واکنش‌ها
یونسکو از طرفین خواسته از قوانین بین‌المللی بشردوستانه بویژه کنوانسیون ۱۹۵۴ لاهه دربارهٔ حفاظت از دارایی‌های فرهنگی در جریان درگیری نظامی و پروتکل‌های آن پیروی کنند. 
یونسکو ضمن ابراز نگرانی دربارهٔ مکان‌های تاریخی، فرهنگی و مذهبی در جریان درگیری آذربایجان و ارمنستان، از طرفین خواست بر اساس کنوانسیون سازمان ملل در زمان جنگ رفتار کنند.

## نگارخانه

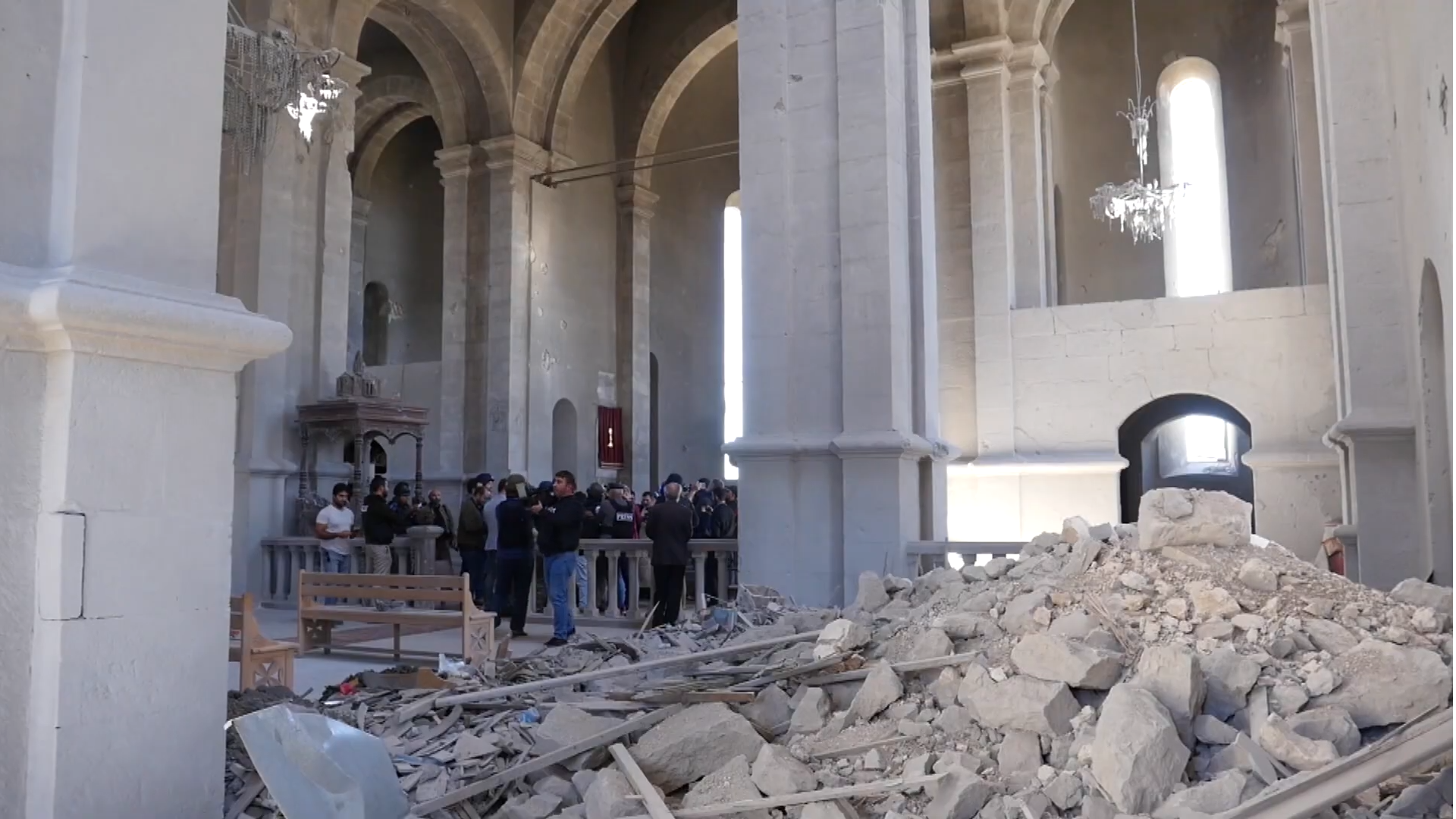
یک مراسم عروسی ارامنه در ۲۴ اکتبر ۲۰۲۰ در کلیسای جامع شوشی
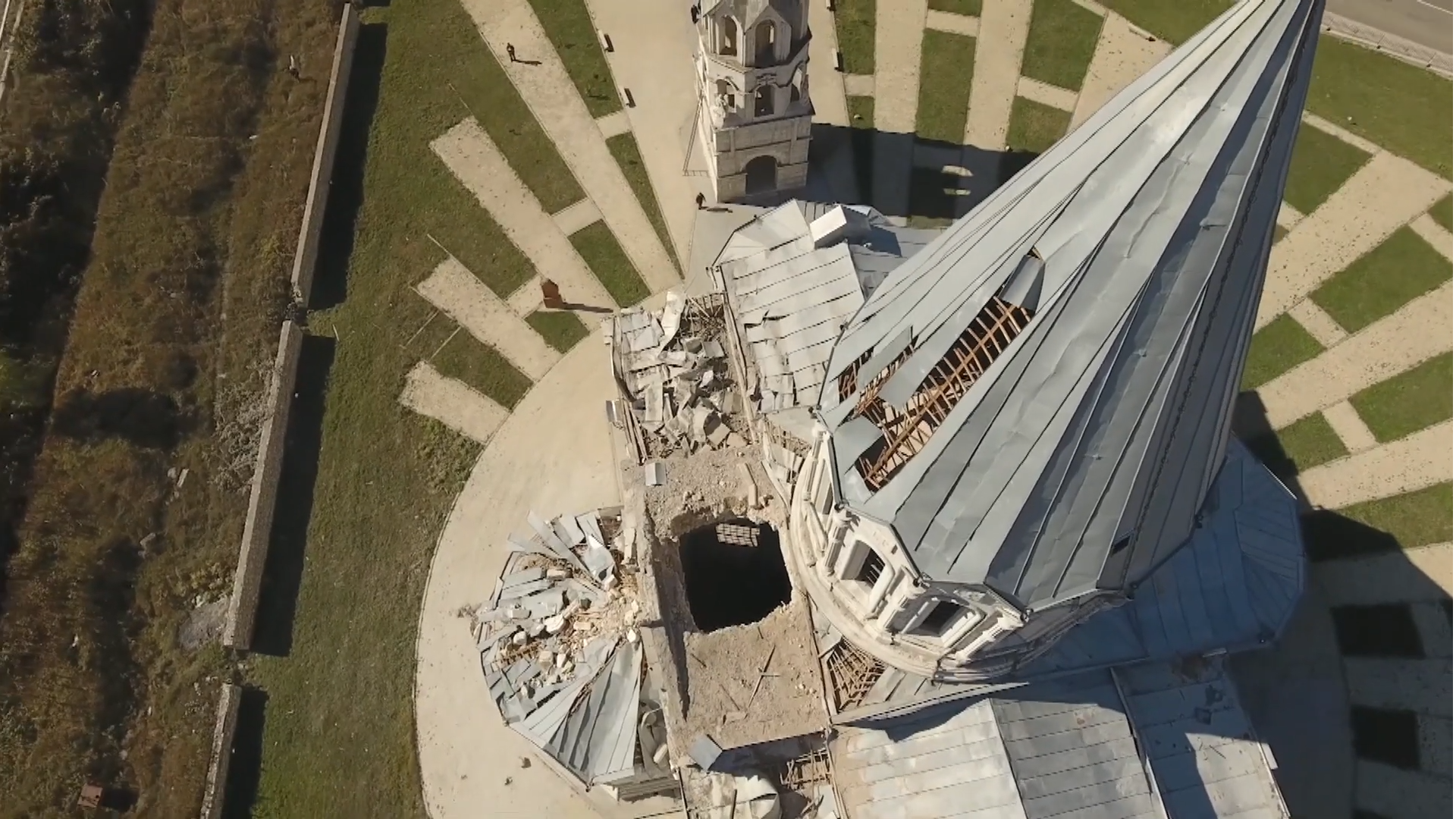
سقف آسیب دیده کلیسای جامع شوشی
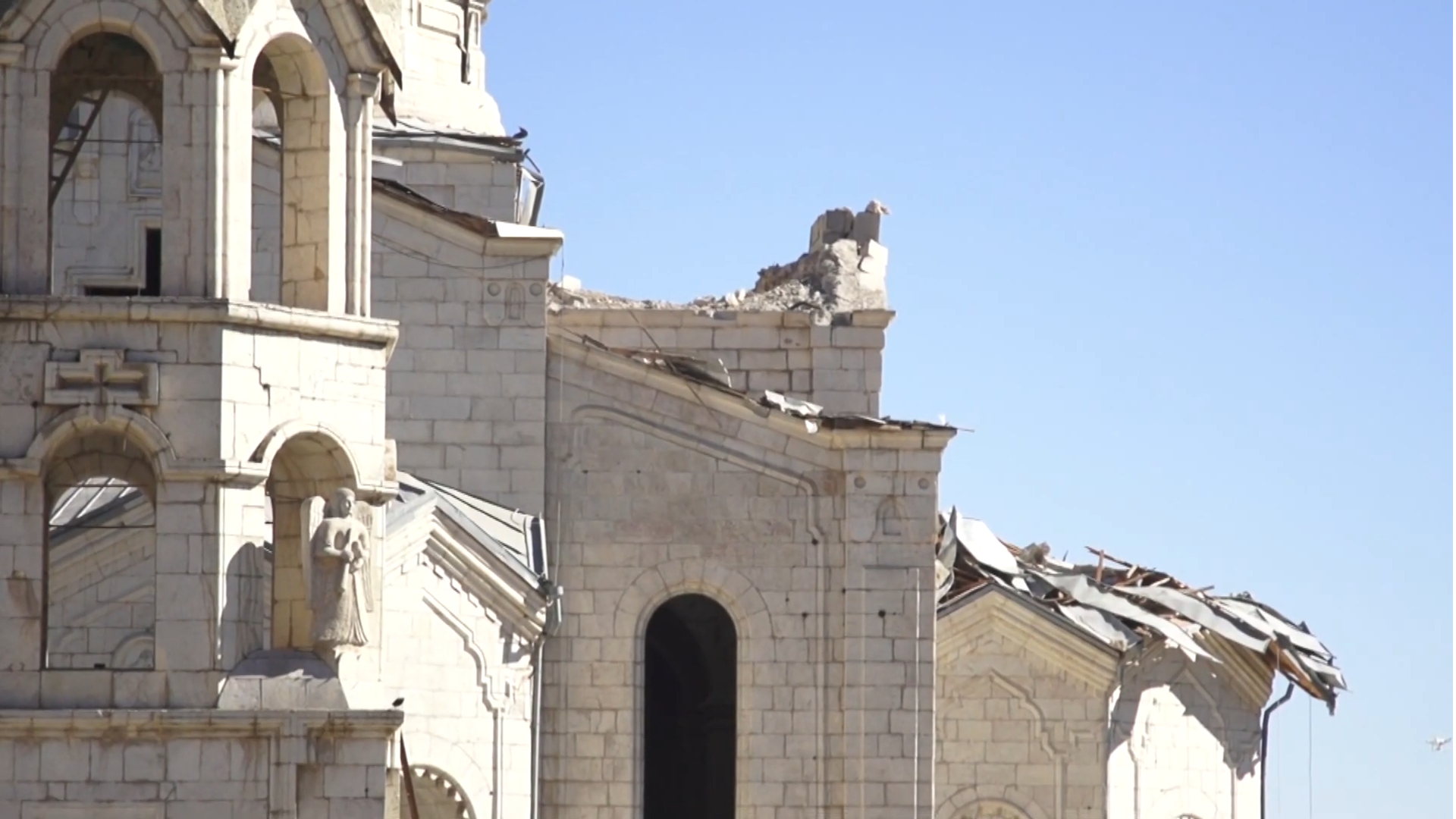
بخشی آسیب‌دیده کلیسای جامع شوشی
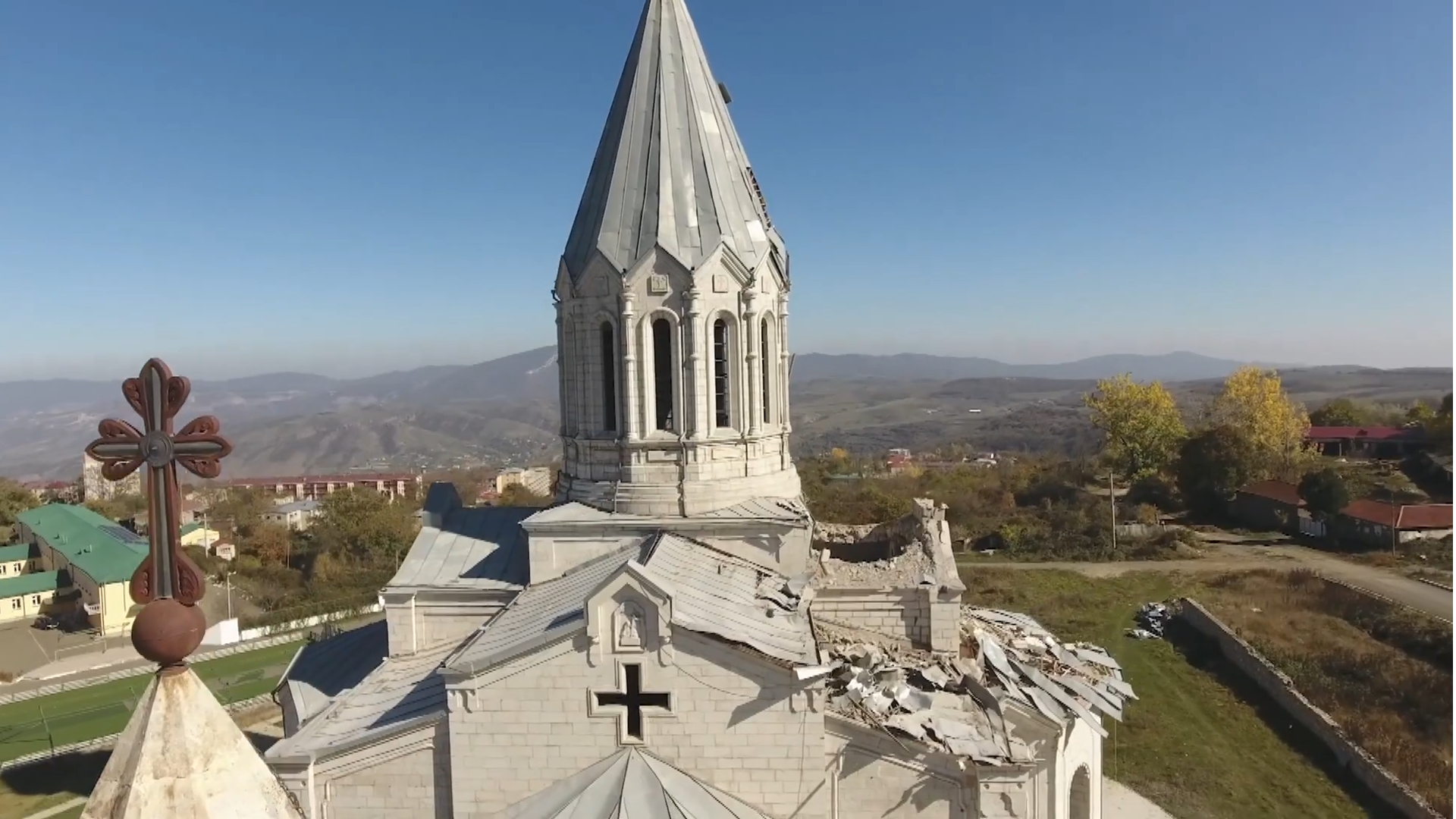
کلیسای جامع آسیب‌دیده شوشی
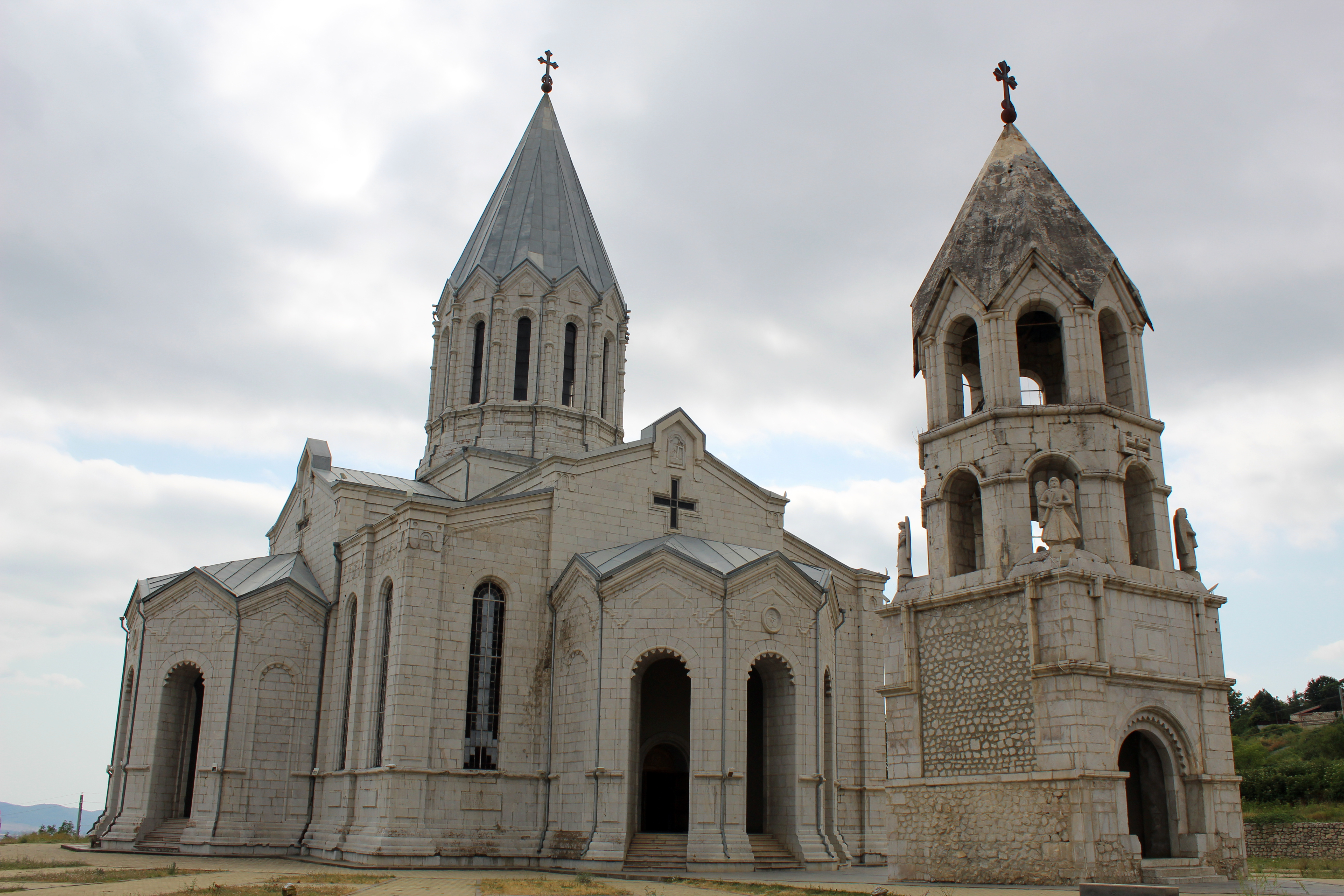
کلیسای جامع شوشی پیش از گلوله‌باران

## برای مطالعهٔ بیشتر
- «وزیر آموزش، علوم، فرهنگ و ورزش جمهوری ارمنستان حقایق بمباران کلیسای قازانچتسوس شوشی را به یونسکو ارائه داد». رادیو عمومی ارمنستان.

- «آرتسرون هوانیسیان: نظام رهبری آذربایجان اکنون دچار آسیب شده و در دام تبلیعات پوچ و دروغین قرار گرفته‌است».
- «هشدار یونسکو دربارهٔ تخریب آثار تاریخی».
- «در نتیجه موشک باران کلیسای جامع شهر شوشی سه روزنامه‌نگار زخمی شدند».
- «کلیسای تاریخی قره باغ پس از حمله موشکی». الف.
- «بمباران کلیسای قره‌باغ به روایت تصویر». خبرگزاری افق.
- «درکلیسای جامع غازانچتسوتس در شوشی مراسم دینی برگزار نخواهد شد:مذاکرات صورت گرفته بی نتیجه بود». رادیو عمومی ارمنستان.

- "ВС Азербайджана обстреляли символ Шуши — собор Казанчецоц. В храме были дети". armeniasputnik.
- "The statement of the Foreign Ministry of the Republic of Armenia regarding the targeting of the places of religious worship and cultural monuments in Shushi". Ministry of Foreign Affaris of the Republic of Armenia.
- "Nagorno-Karabakh: Armenia claims cathedral hit by Azerbaijan shelling". dw.
- "Armenia Accuses Azerbaijan Of Shelling Cathedral In Nagorno-Karabakh".
- "Armenia".
- "Nagorno-Karabakh: Armenia accuses Azerbaijan of targeting cathedral". 8 October 2020. Archived from the original on 8 October 2020.

- https://archive.today/20201010083850/https://m.bild.de/politik/international/bild-international/bild-reporter-at-armenian-frontline-church-bombed-to-ruins-73330690,view=amp.bildMobile.html
- https://archive.today/20201008182546/https://www.azatutyun.am/a/30883037.html